# Espe (Fulda)
Die Espe (im Oberlauf auch Sichelbach genannt) ist ein 8,55 km langer, westnordwestlicher und orographisch linker Zufluss der Fulda im nordhessischen Landkreis Kassel (Deutschland).

## Geographie

### Verlauf
Die Espe entspringt wenige Kilometer nördlich von Kassel. Ihre Quelle liegt innerhalb der Gemeinde Espenau im Ortsbezirk Schäferberg, der sich direkt westlich an den Ortsteil Mönchehof anschließt. Sie befindet sich wenige Meter östlich der Holländischen Straße, die zwischen Kassel und Espenau gemeinsamer Teil der Bundesstraßen 7 und 83 ist, auf etwa 270 m ü. NHN.
Anfangs fließt die zumeist landwirtschaftliche Gebiete durchlaufende Espe − den Ortsbezirk Schäferberg nordostwärts verlassend − nördlich am Espenauer Ortsteil Mönchehof vorbei, wonach sie den Bach vom Glockenteich aufnimmt. Direkt anschließend unterquert das Fließgewässer die Bahnstrecke Kassel–Warburg, um fortan Richtung Südosten zu fließen, wobei es zwischen den Mönchehof im Südwesten und Hohenkirchen im Nordosten verläuft und dabei zwischen diesen Espenauer Ortsteilen die Kreisstraße 34 unterquert.
Hiernach passiert die Espe nördlich die Vellmarer Höhe (241 m bis 252 m), die sich nördlich der nicht vom Bach durchflossenen Stadt Vellmar erhebt, unterquert dabei zwischen Hohenkirchen und Vellmar die Landesstraße 3386 und fließt kurz darauf in das Landschaftsschutzgebiet Höllgraben in Fuldatal (CDDA-Nr. 378485; 1991 ausgewiesen; 81,5 ha groß) ein.
Dann fließt die Espe südostwärts durch ein stets schmaler werdendes und zunehmend tiefer eingeschnittenes Tal, das wenige Kilometer südsüdwestlich des Reinhardswaldes liegt. Darin mündet von Norden heran fließend erst beim Weidberghof, wo der Kassel-Steig kreuzt, der zumeist trocken liegende Große Lohbach ein. Dann nimmt der Bach am nordwestlichen Ortsrand des Fuldataler Ortsteils Simmershausen den aus Richtung der Espenauer Gehöftgruppe Auf der Heide, aus dem Tal Hölle kommenden und darin den beim Fuldataler Ortsteil Rothwesten gelegenen Häuschensberg (300,7 m) passierenden Höllgraben auf; dort verlässt die Espe das Landschaftsschutzgebiet. Danach münden im Nordwesten von Simmershausen der von Westen heran fließende Ellenbach und beim Südostende der Ortschaft unterhalb des Ihringshausener Weilers Schocketal der von Südwesten aus Richtung Ihringshausen-West kommende Rohrbach ein.
Nach Durchfließen von Simmershausen, dem die Espe hin und wieder Hochwasser zufügt, ist die Espe im Schocketal, wo die Wanderwege Fuldahöhenweg und Wildbahn den Bach überqueren, erst von der Bundesstraße 3, die hier Abschnitt der Deutschen Märchenstraße (Dornröschen-Route) ist, und dann von der von dieser Straße abzweigenden und nach Wolfsanger führenden Landesstraße 3235 überbrückt. Von der Brücke der B 3 bis zur Espemündung fließt der Bach durch das Landschaftsschutzgebiet Unteres Fuldatal (CDDA-Nr. 378710; 1973; 13,4783 km²).
Nach der zweiten Straßenbrücke und nach jener des parallel zur zweiten Brücke verlaufenden Fulda-Radwegs mündet die Espe am Ostausgang des Schocketals auf rund 131 m Höhe in einen engen Mäander des westlichen Weser-Quellflusses Fulda, der dort zum Stausee der bei Wahnhausen gelegenen Staustufe Wahnhausen aufgestaut ist. Ihrer Mündung östlich gegenüber liegt jenseits der Fulda die Kasseler Exklave Gut Kragenhof.

### Naturräumliche Zuordnung
Die Espe entspringt und fließt anfangs in der naturräumlichen Haupteinheitengruppe Westhessisches Bergland (Nr. 34) und in der Haupteinheit Westhessische Senke (343) innerhalb der Untereinheit Hofgeismarer Rötsenke (343.4), die sie noch auf Espenauer Gebiet etwa an der L 3386 verlässt. Fortan verläuft sie bis zur Espemündung im Gebiet des Fuldataler Ortsteils Simmershausen durch den Nordteil der Untereinheit Kasseler Becken (343.3).

## Wasserscheide
Das Quellgebiet der Espe liegt an der Diemel-Eder/Fulda/Weser-Wasserscheide: Während das Wasser der Espe überwiegend südostwärts in die Fulda und dann in die Weser fließt, verläuft jenes der Esse, die knapp 3 km nordöstlich der Espequelle auf der nördlichen Seite der Hochlage bei Espenau-Hohenkirchen entspringt, nordwärts in die Diemel und schließlich in die Weser.

## Einzugsgebiet und Zuflüsse
Das Einzugsgebiet der Espe ist 24,313 km² groß. Zu ihren Zuflüssen gehören flussabwärts betrachtet mit orographischer Zuordnung (l = linksseitig, r = rechtsseitig), Gewässerlänge und Mündungsort mit Espebachkilometer:
- Bach vom Glockenteich (l; 0,65 km), oberhalb der Bahnstrecke Kassel–Warburg (bei Espenau; km 7,1)
- Großer Lohbach (l; 2,65 km), beim Weidberghof oberhalb von Simmershausen (zu Fuldatal; km 3,15)
- Höllgraben (l; 4,3 km), am nordwestlichen Ortsrand von Simmershausen (zu Fuldatal; km 2,1)
- Ellenbach (r; 1,4 km), im Nordwesten von Simmershausen (km 1,75)
- Rohrbach[6] (Rohbach; r; 1,9 km), beim Südostende von Simmershausen nahe dem Ihringshausener Weiler Schocketal (km 0,4); am Bach verläuft – vorbei am Wassererlebnishaus Fuldatal – der Wassererlebnispfad Fuldatal[7]

## Sehenswürdigkeiten
Zu den Sehenswürdigkeiten nahe der Espe gehören:
- Schloss Wilhelmsthal bei Calden, ca. 1,5 km westnordwestlich der Espequelle
- Volkssternwarte Rothwesten bei Rothwesten, ca. 2 km nördlich des von der Espe durchflossenen Immenhausen